# محمد بن حبیب بغدادی
محمد بن حبیب بغدادی (؟، بغداد - ۱۹ مارس ۸۶۰، سامرا) ادیب، زبان‌شناس و تاریخ‌نگار عراقی در دورهٔ اول عباسی بود که آثار بسیاری در موضوعات گوناگون نگاشت و به‌ویژه برای شعرشناسی‌اش شهرت یافت.

## زندگی
محمد بن حبیب در بغداد زاده شد. «حبیب» نام مادرش بود و نام پدرش را نمی‌دانست. مادرش از موالی بنی‌هاشم بود، سپس از موالی محمد بن عباس بن محمد هاشمی شد. محمد بن حبیب در بغداد، مکتبی داشت (دفتر) که در آنجا به آموزش کودکان می‌پرداخت؛ برخلاف شیوهٔ رایج روزگارش که در مساجد تدریس و املا گفته می‌شد، او همواره در مکتب خودش به تدریس می‌پرداخت. درگذشت او در سامرا در ۱۹ مارس ۸۶۰/ ۲۳ ذی‌الحجه ۲۴۵ق روی داد.

## نقل قول از کلبی
محمـد بـن حبیـب بغـدادی بـه نقـل از دحیه کلبی (مرگ ۴۵ هجری) آورده اسـت کـه خداونـد تازیـان را بـر پارسـیان برتـری داده اسـت چـرا کـه ایشـان دختـران و خواهـران خـود را بـه همسـری نمی‌گرفتنـد.

## آثار
او آثار بسیاری در موضوعات گوناگون نگاشت. در معجم الأدباء ذکر شده که او را به تحریف کتاب‌ها و انتساب آن به خود متهم شد (دزدی ادبی).از آثار او:
- کتاب النسب
- کتاب القبائل الکبیر
- کتاب أمّهات أعیان بنی عبد المطلب
- کتاب الأرحام آلتی بین رسول‌الله و بین أصحابه سوی العصبة
- کتاب المُحبِّر و الموشّی

که همگی دربارهٔ تاریخ اسلامی است. اما آثار ادبی او:
- المنمّق: مجموعه مثل‌های عربی بر وزن أفعل.
- المذهّب فی أخبار الشعراء و طبقاتهم
- نقائض جریر و عمر بن لجأ
- نقائض جریر و الفرزدق
- کتاب من سُمِیَ ببیت قاله
- کتاب الشعراء و أنسابهم
- کتاب کُنی الشعراء
- کتاب أیام جریر آلتی ذکرها فی شعره
- دیوان زُفَر بن الحارث
- کتاب شعر الشّماخ
- شعر الأقیشر
- شعر الصِمة
- شعر لَبید[۱]